# Baeoura claripennis
Baeoura claripennis är en tvåvingeart som först beskrevs av Alexander 1921.  Baeoura claripennis ingår i släktet Baeoura och familjen småharkrankar. Inga underarter finns listade i Catalogue of Life.